# Abraham van Beijeren

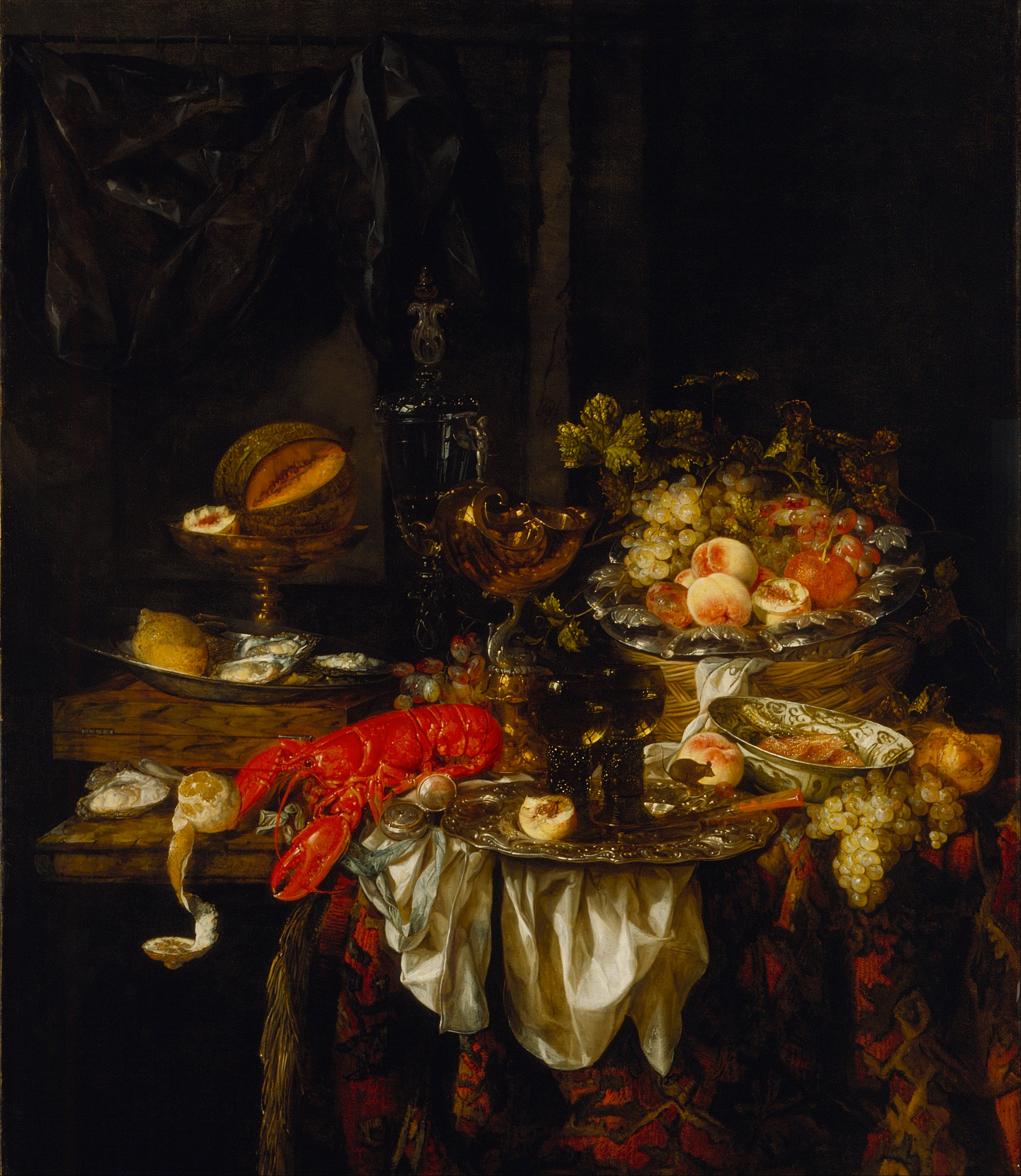
Banket csendélet (1667; 141 × 121,9 cm.)

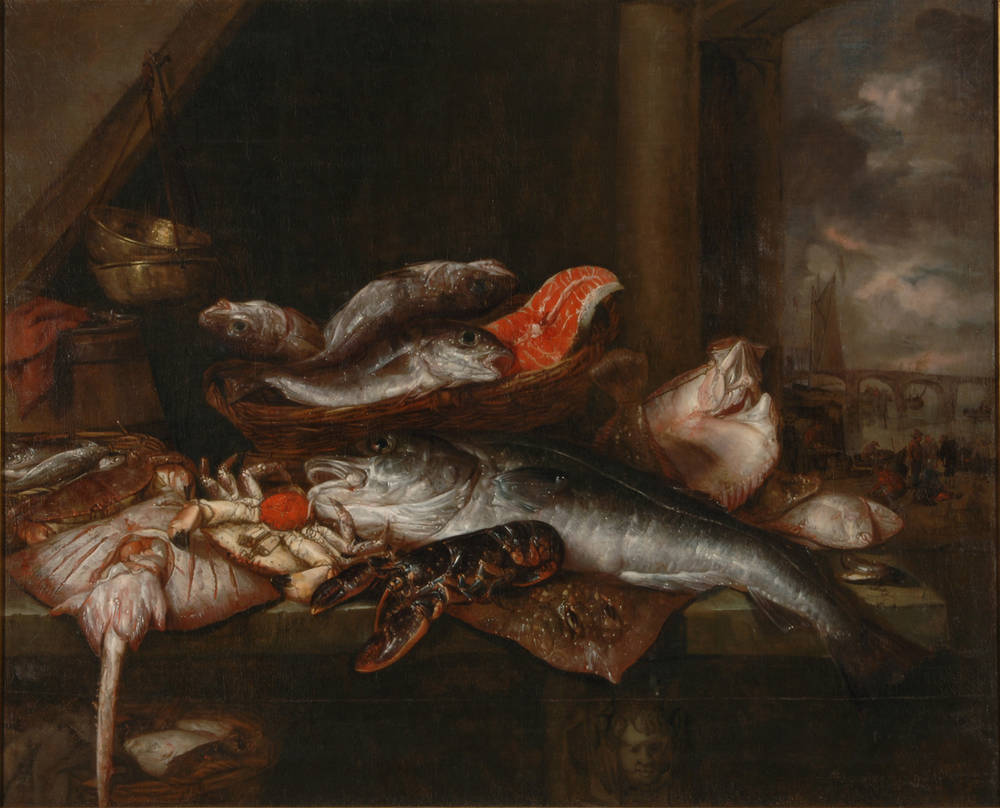
Halas csendélet (1650; 125 × 153 cm.)

Abraham van Beijeren /névváltozat: Beyeren és Beieren/ (Hága, 1620/21 körül — Overschie, Rotterdam 1690.) az egyik kiemelkedő csendéletfestő a holland aranykorban.

## Életpályája
Hágában, Delftben, Amszterdamban, majd Alkmaarban és Goudaban élt. 1647-ben házasodott meg, felesége Anna van den Queborn. 1677-ben Overschie-ben telepedett le, s itt érte a halál 1690-ben.
Az 1640-es évek elején tájképeket festett, de hamarosan áttért a csendélet-festésre. Tagja lett a Szent Lukács céhnek. Eleinte halas csendéleteket, majd „életnagyságban” festett pazaron díszített lakoma asztalokat, amelyeket a gazdag holland polgári családok otthonaiban látott. Gyakran festett virágos csendéleteket is, az üveg, kínai porcelán edények és ötvösmunkák és a drága asztalterítők, damaszt, szatén, bársony szintén hangsúlyos szerepet kaptak csendéleteiben. Pazarul bánt a fény-árnyék hatások és a színek alkalmazásával, hozzáfogható más nagy csendéletfestők a holland aranykorban Willem Claesz Heda és Willem Kalf.
A világ számos híres múzeumában őrzik műveit, a Rijksmuseum Amszterdamban, az Alte Pinakothek Münchenben, a Puskin Múzeum Moszkvában, a Gemäldegalerie Drezdában, a County Museum of Art Los Angeles-ben, stb. A budapesti Szépművészeti Múzeum is őriz tőle egy tengerképet és két csendéletet.
A Csendélet gyümölccsel, tenger gyümölcseivel és értékes edényekkel című, 1654-ben festett képét 2015 decemberében 380 ezer euróért vásárolta meg a Magyar Nemzeti Bank az Értéktár programjának keretében.